# Browning-Halbinsel
Die Browning-Halbinsel ist eine felsige Halbinsel an der Budd-Küste des ostantarktischen Wilkeslands. Sie trennt die Penney Bay von der Eyres Bay am südlichen Ende der Windmill-Inseln.
Erstmals kartiert wurde sie anhand von Luftaufnahmen der United States Navy, die 1947 und 1948 während der Operation Highjump und der Operation Windmill entstanden. Das Advisory Committee on Antarctic Names benannte sie nach Charles L. Browning, Stabsoffizier bei der Operation Windmill und bei der Operation Deep Freeze von 1955 bis 1956.